# 7638 Gladman
7638 Gladman eller 1984 UX är en asteroid i huvudbältet som upptäcktes den 26 oktober 1984 av den amerikanske astronomen Edward L.G. Bowell vid Anderson Mesa Station. Den är uppkallad efter den kanadensiska astronomen Brett J. Gladman.
Asteroiden har en diameter på ungefär 6 kilometer.